# Kołobrzeg
« Kolberg » redirige ici. Pour les autres significations, voir Kolberg (homonymie).
Kołobrzeg [kɔˈwɔbʐɛk] (en allemand : Kolberg ou plus anciennement Colberg ; en cachoube : Kòłobrzeg) est une ville de la voïvodie de Poméranie occidentale, dans le nord-ouest de la Pologne. Sa population s'élevait à 43 680 habitants en 2023. Elle est connue notamment en raison du siège auquel elle a résisté en 1807.

## Géographie

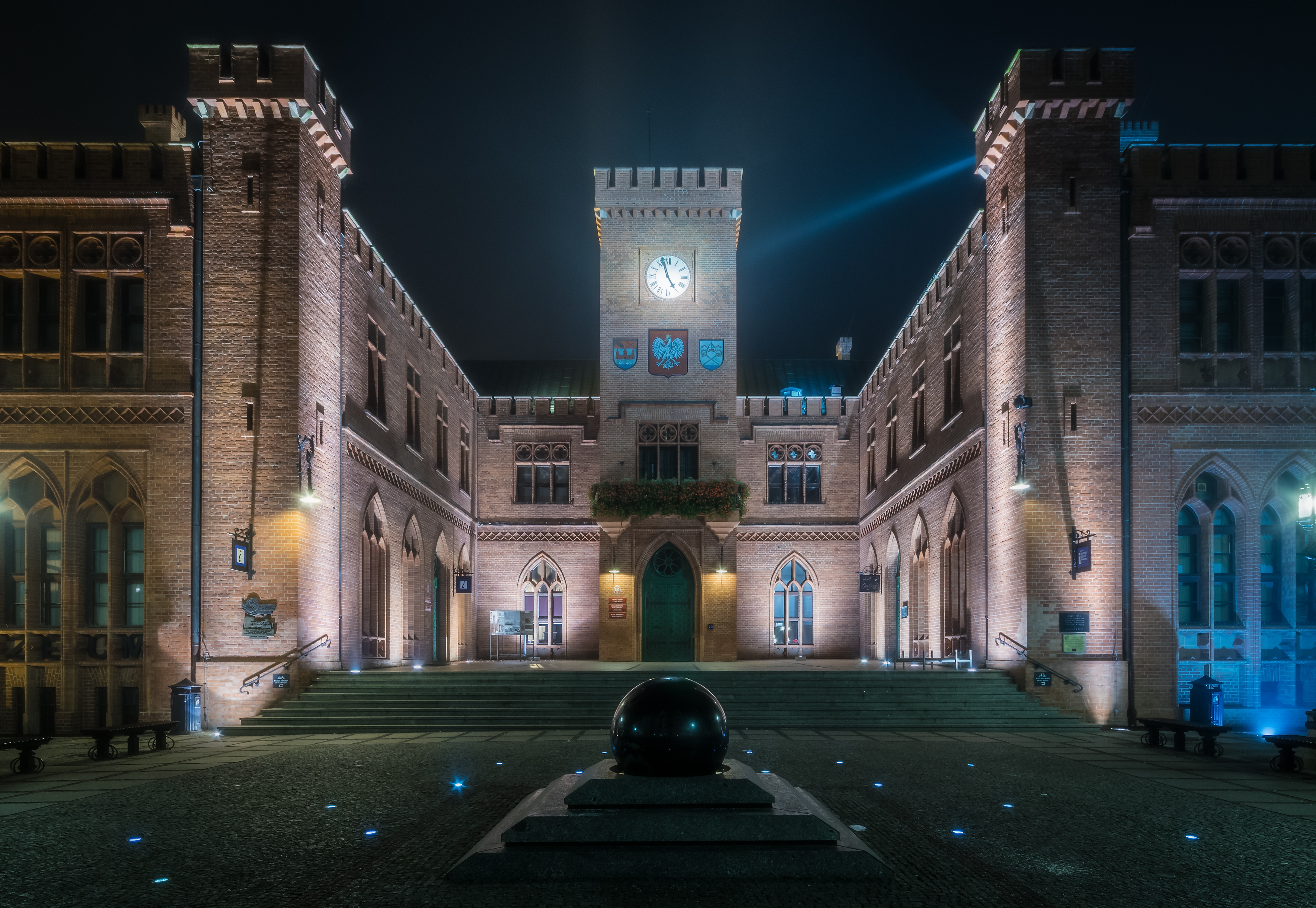
Ratusz w Kołobrzegu. Septembre 2016.

Elle est située sur la côte de la mer Baltique, à l’embouchure de la Parsęta.

## Toponymie
Le nom de la ville provient de sa position géographique. Il signifie « près de la côte » en polonais et en kachoube. Le nom allemand provient sans doute de la germanisation du nom slave, même si Berg (la montagne) et brzeg (la côte) sont tous deux issus de la même racine indo-européenne *bhergh-.

## Histoire
La ville a été fondée au IXe siècle, mais les premières traces d’occupation humaine remontent au VIe siècle. Très vite, Kołobrzeg devient un grand port de la mer Baltique et prospère grâce à la production de sel.
Kołobrzeg, comme le reste de la Poméranie, est incorporé dans les territoires polonais par Mieszko Ier en 972. En l’an 1000, à la suite de la rencontre de Gniezno entre Boleslas Ier le Vaillant et Othon III, la Pologne reçoit le droit d’avoir une organisation de l’Église indépendante de celle du Saint-Empire. Un diocèse, dépendant de l’archidiocèse de Gniezno, est fondé à Kołobrzeg. Le diocèse disparaît en 1013, lorsque les Polonais sont chassés par les Poméraniens qui ne veulent pas se convertir au christianisme.
Un siècle plus tard, Kołobrzeg est repris par la Pologne sous le règne de Boleslas III le Bouche-Torse. Un diocèse est recréé en 1124 par Othon de Bamberg, l’évêque de Brandebourg. À la fin du XIIe siècle, la Poméranie devient un État vassal du Saint-Empire et du Danemark, tout en continuant à faire partie de l’Église polonaise, mais se peuple majoritairement d'Allemands et se nomme Kolberg.
Le 23 mai 1255, la ville reçoit les privilèges urbains (droit de Lübeck) des mains de Warcisław III de Poméranie et continue à attirer des colons allemands qui deviennent majoritaires. En 1361, Kolberg devient membre de la Ligue Hanséatique.
De 1637 à 1721, Kolberg est incorporée à la Suède, puis à la Prusse après la Guerre du nord. Au cours de la guerre de Sept Ans, la ville est prise par les Russes après plusieurs tentatives lors du siège de Kolberg (1758-1761) avant de revenir à la Prusse à la fin du conflit. Elle fait partie jusqu'en 1872 de l'arrondissement de la principauté (de) et est rattaché à l'arrondissement de Colberg-Cörlin lors de sa division, au sein de la province de Poméranie

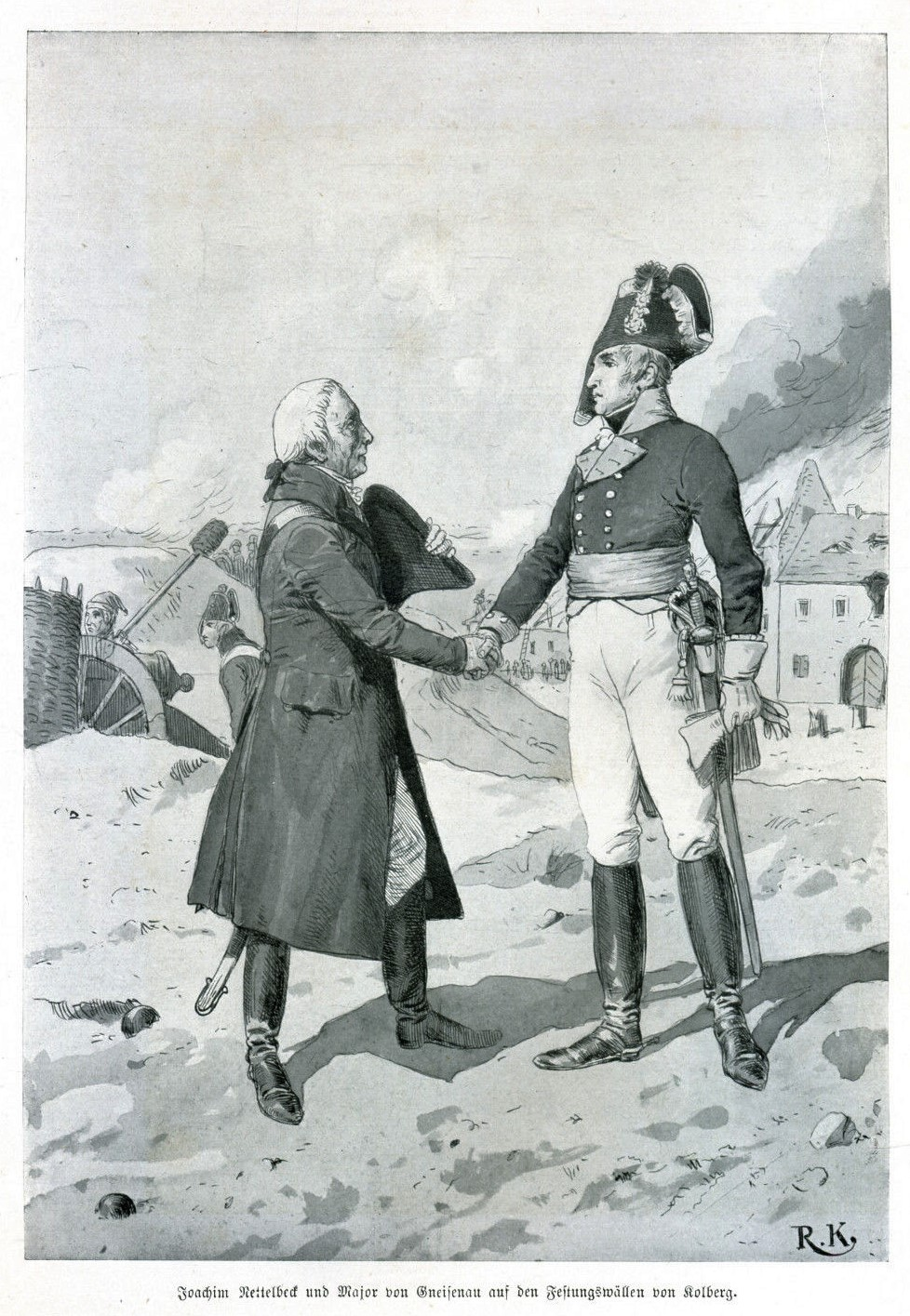
Le bourgmestre Joachim Nettelbeck serrant la main du major Gneisenau pendant le siège de 1807, dessin de Richard Knötel, 1901.

Lors de l'invasion de la Prusse par Napoléon, les troupes françaises assiègent la ville du 26 avril au 2 juillet 1807. La ville résiste jusqu’à la signature du traité de Tilsit qui consacre la victoire de la France sur la Prusse. Cette bataille est restée une date mémorable dans l'histoire allemande, à cause de la bravoure de ses défenseurs. Le 9e régiment de grenadiers prussien, issu de la garnison du siège, gardera le nom de « régiment de grenadiers colbergeois ».

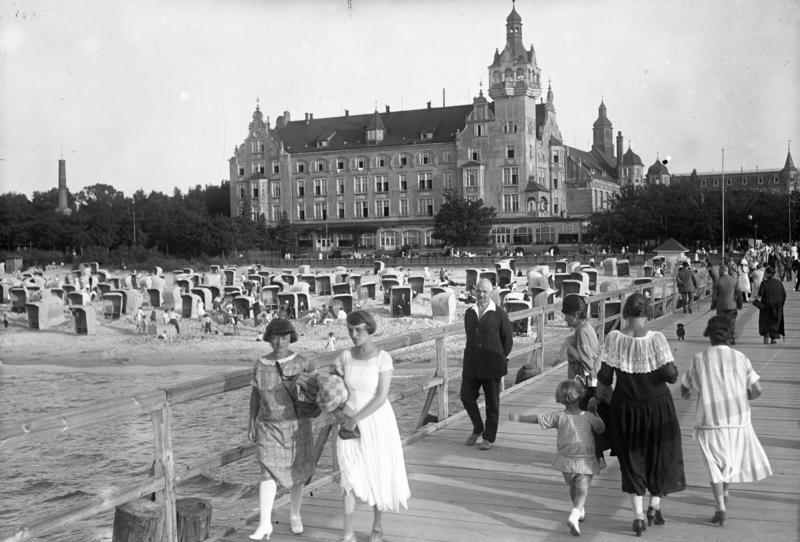
Plage et maison de cure de Kolberg en 1930.

Les marais salants de Kolberg, une des principales ressources de la ville, sont convertis en station balnéaire autour de 1860 et deviennent un centre de thalassothérapie avec 16 737 curistes et 13 493 visiteurs en 1913.
Du 11 février au 3 juillet 1919, Kolberg est le dernier siège du Commandement supérieur de l'armée impériale allemande avant sa dissolution par le traité de Versailles.
Un peu avant la fin de la Seconde Guerre mondiale, la ville est choisie par Joseph Goebbels pour le tournage d’un film de propagande nazi (Kolberg), inspiré de la défense héroïque de la ville contre Napoléon en 1807.

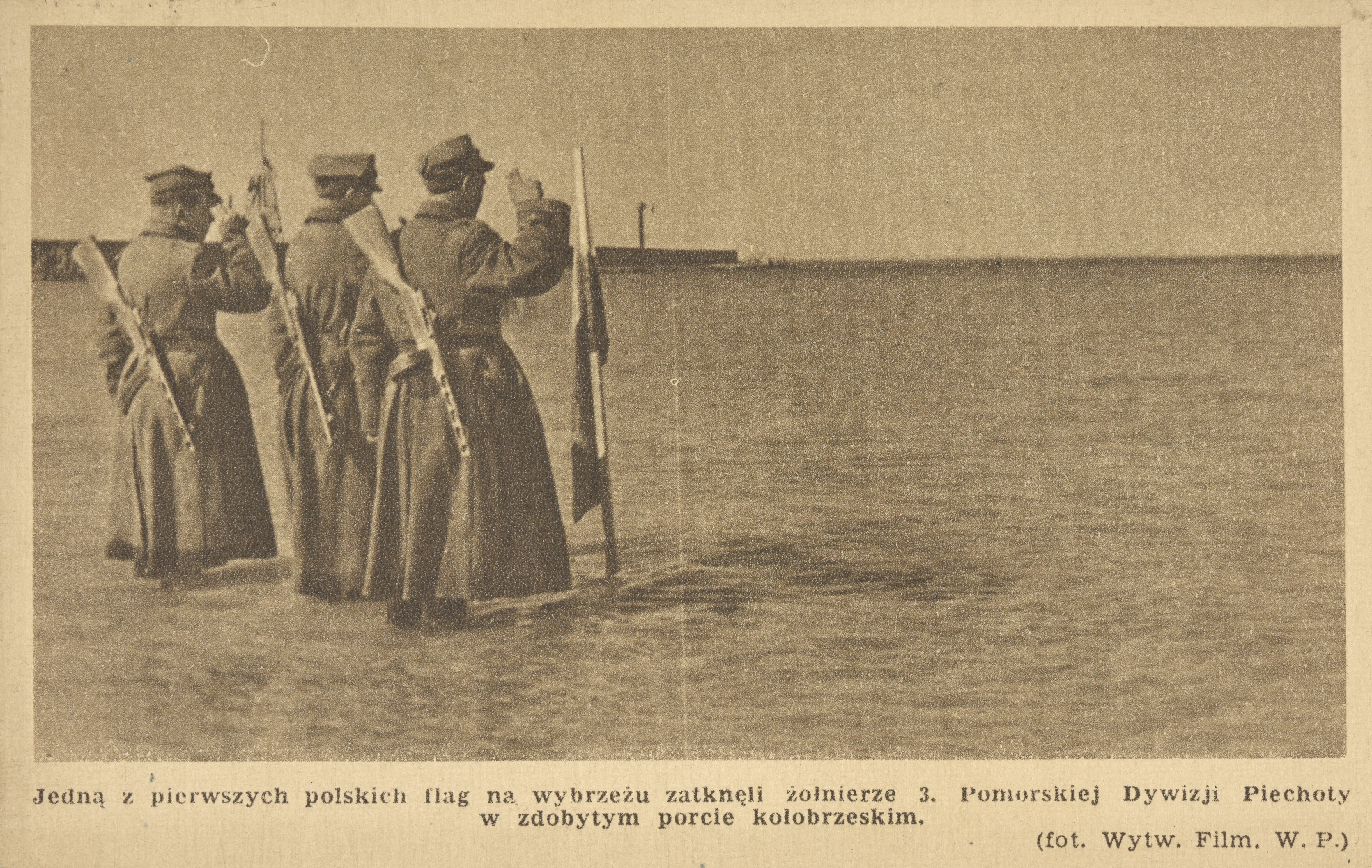
Soldats de l'Armée populaire de Pologne trempant leur drapeau dans la mer, v. 1944-1950.

En 1944, la ville est transformée en forteresse militaire, la plupart des civils sont expulsés de la ville. Du 4 mars au 18 mars 1945, la bataille de Kolberg oppose les forces allemandes à l'Armée rouge. Une bonne partie des Français de la division SS Charlemagne meurent durant les combats. Le commandant résiste pendant plus de dix jours, le temps d'évacuer les civils et les 60 000 réfugiés qui ont trouvé refuge dans la ville, avant de l'évacuer avec ses dernières troupes par la mer le 18.
Dès la conquête de la ville par les Soviétiques, les Polonais répètent le « mariage entre la Pologne et la mer », cérémonie célébrée la première fois en 1920 par le général Józef Haller. La conférence de Potsdam attribue la ville à la Pologne. La population allemande en est expulsée puis remplacée par des Polonais. La reconstruction, entreprise seulement dans les années 1950, n'est toujours pas intégralement terminée.

## Démographie
- 1940 : 36 800 habitants
- 1945 : 3 000 habitants
- 1950 : 6 800 habitants
- 1960 : 16 700 habitants
- 1970 : 26 000 habitants
- 1975 : 31 800 habitants
- 1980 : 38 200 habitants
- 1990 : 45 400 habitants
- 1995 : 47 000 habitants
- 2000 : ~50 000 habitants
- 2006 : 44 932 habitants
- 2007 : 44 737 habitants

## Personnalités nées à Kołobrzeg
- Otto Theodore Gustav Lingner, peintre allemand né en 1856
- Egon Krenz, dernier secrétaire général du SED, le parti communiste de la RDA
- Magnus Hirschfeld, pionnier du mouvement de défense des droits des homosexuels
- Erika von Brockdorff, résistante allemande au nazisme
- Brigitte Buscail-Lipsky, artiste-peintre franco-allemande née en 1939, sociétaire des Artistes français.

## Tourisme

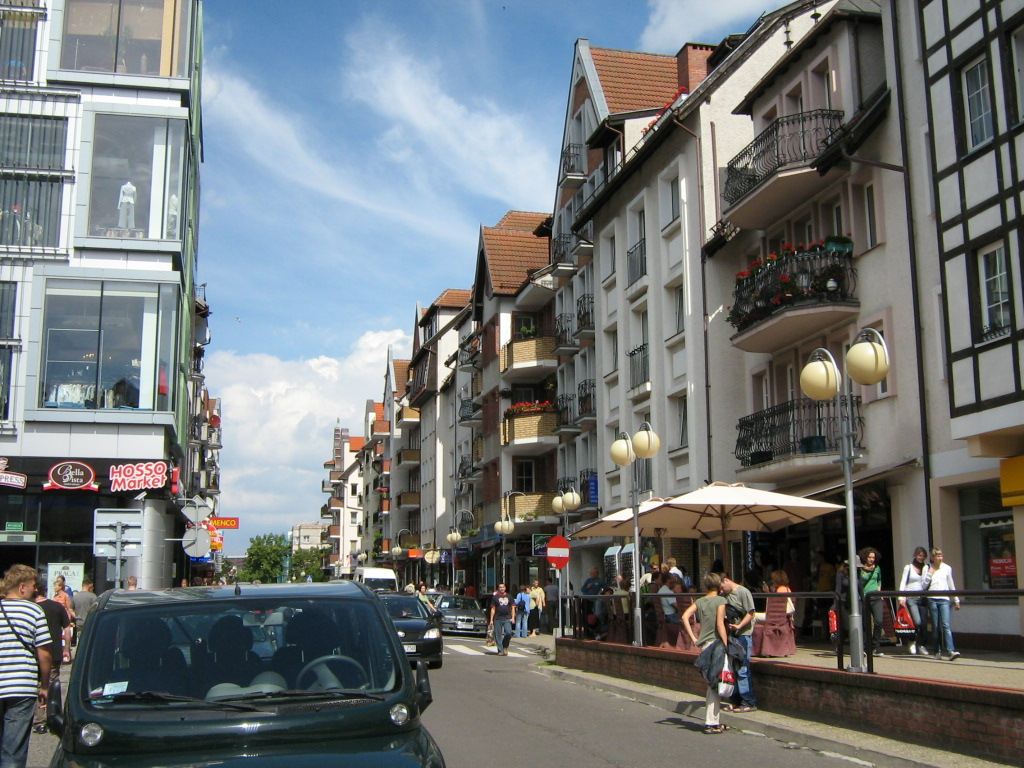
Rue commerçante dans le centre-ville.

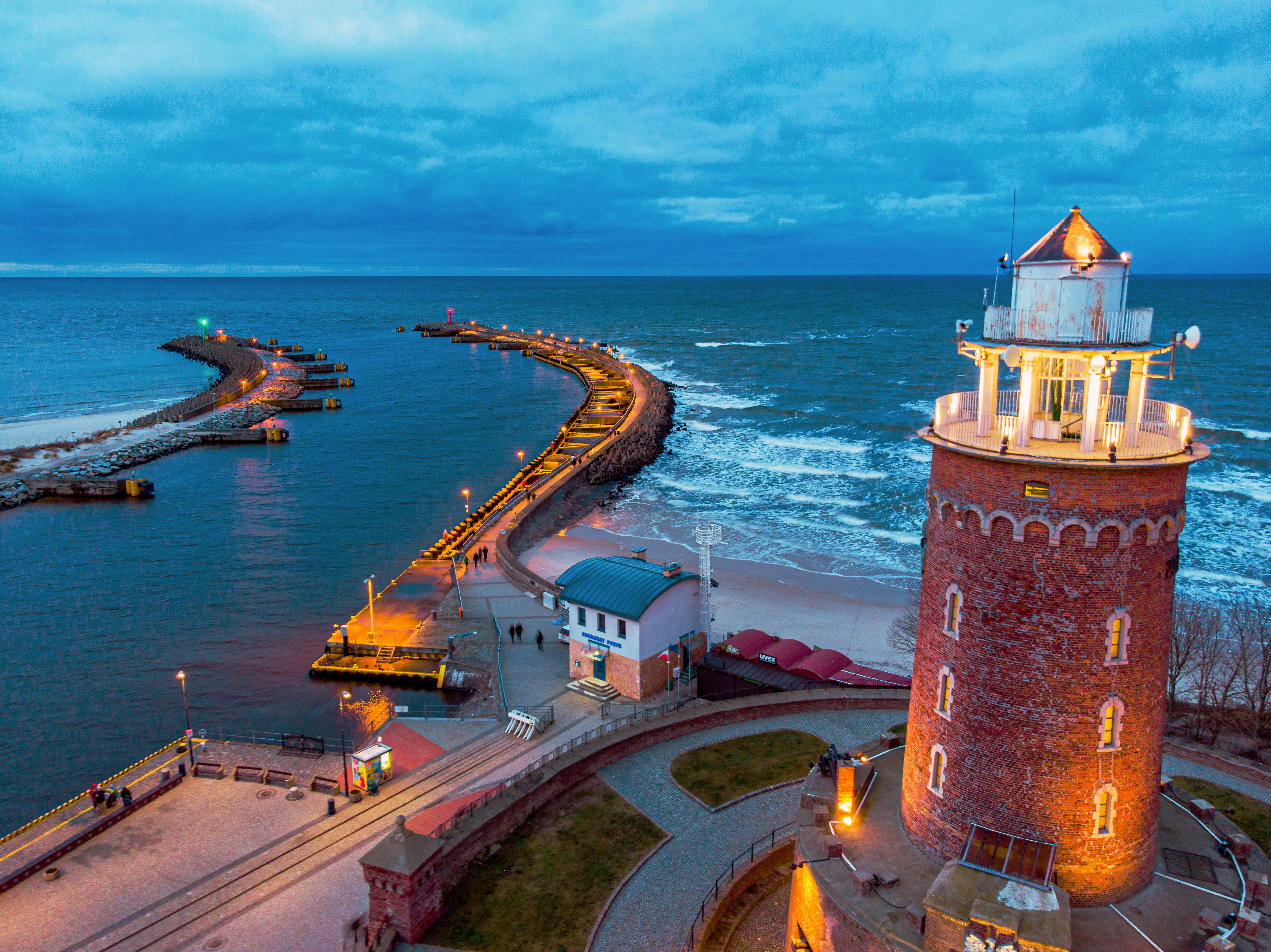
Phare de Kołobrzeg.

- centre historique avec cathédrale gothique et hôtel de ville
- excursions en bateau sur l'île de Bornholm au Danemark
- grande plage sableuse, phare de Kołobrzeg, jetée, promenade
- nombreuses manifestations culturelles musicales et folkloriques
- station de cure thermale renommée, possédant plus d'une dizaine de sources salines
- vastes parcs

## Communications
L'aéroport le plus proche est l'aéroport de Goleniów.

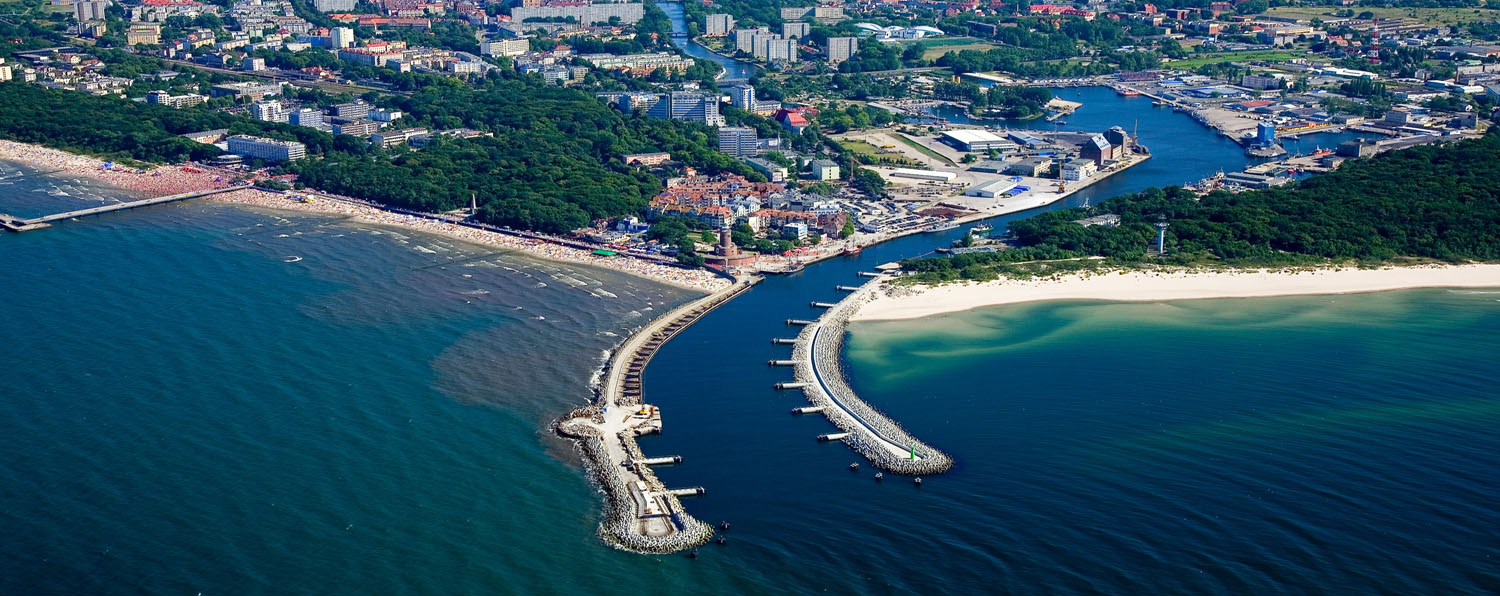
Le port de Kołobrzeg.

La gare de Kołobrzeg assure des liaisons avec de nombreuses villes dont Szczecin, Koszalin, Gdańsk, Białogard, Poznań, Varsovie, Cracovie ainsi que l'aéroport de Szczecin, situé à Goleniów.

## Jumelages
La ville de Kołobrzeg est jumelée avec :
- Pankow (Allemagne) un arrondissement de Berlin ;
- Barth (Allemagne) ;
- Bad Oldesloe (Allemagne) depuis 1996 ;
- Simrishamn (Suède) ;
- Landskrona (Suède) ;
- Nexø (Danemark) ;
- Nyborg (Danemark).

## Climat
| Mois                                             | jan.       | fév.       | mars       | avril     | mai       | juin      | jui.      | août     | sep.      | oct.      | nov.       | déc.       | année      |
| ------------------------------------------------ | ---------- | ---------- | ---------- | --------- | --------- | --------- | --------- | -------- | --------- | --------- | ---------- | ---------- | ---------- |
| Température minimale moyenne (°C)                | −1,5       | −1,1       | 0,7        | 4,2       | 8,1       | 11,8      | 14,2      | 14,1     | 10,8      | 6,7       | 3          | −0,2       | 5,9        |
| Température moyenne (°C)                         | 0,7        | 1,2        | 3,4        | 7,6       | 11,8      | 15,6      | 17,9      | 17,9     | 14,1      | 9,5       | 5,1        | 2          | 8,9        |
| Température maximale moyenne (°C)                | 2,9        | 3,8        | 6,8        | 11,7      | 15,9      | 19,3      | 21,7      | 22       | 18,1      | 12,9      | 7,5        | 4,1        | 12,2       |
| Record de froid (°C) date du record              | −23,9 1963 | −25,5 1956 | −17,7 1971 | −5,5 1960 | −2,6 1971 | 0 1951    | 4,4 1952  | 2,4 1964 | −0,7 1977 | −5,5 1956 | −13,1 1998 | −18,3 1978 | −25,5 1956 |
| Record de chaleur (°C) date du record            | 13,6 1991  | 17,8 1990  | 23,2 1968  | 28,9 2000 | 31,7 1971 | 35,9 2019 | 35,7 1992 | 38 1992  | 32,3 1975 | 26,1 1985 | 19,5 1968  | 14,3 1977  | 38 1992    |
| Ensoleillement (h)                               | 42,7       | 66,8       | 127,8      | 198,9     | 255,6     | 253       | 255,1     | 236,5    | 163,3     | 104,9     | 47,9       | 30,6       | 1 783,1    |
| Précipitations (mm)                              | 48,2       | 40,5       | 42,9       | 34        | 50,6      | 70,4      | 77        | 89,9     | 73,2      | 64,9      | 51         | 55         | 697,7      |
| dont neige (cm)                                  | 64,7       | 80         | 32,9       | 0,2       | 0         | 0         | 0         | 0        | 0         | 0,3       | 6,4        | 41,8       | 226,4      |
| Nombre de jours avec précipitations              | 10,6       | 9,3        | 8,8        | 6,9       | 8,8       | 9,4       | 10,2      | 10,6     | 9,5       | 11        | 10,5       | 12,3       | 117,9      |
| dont nombre de jours avec précipitations ≥ 10 mm | 0,7        | 0,4        | 0,9        | 0,7       | 1,4       | 2,1       | 2,3       | 2,8      | 2         | 1,8       | 0,9        | 1,2        | 17         |
| Humidité relative (%)                            | 85,1       | 83,7       | 81,4       | 77        | 77,6      | 77,2      | 79,3      | 79,5     | 81,8      | 84,3      | 87,1       | 86,9       | 81,7       |
| Nombre de jours avec neige                       | 9,3        | 8,6        | 3,8        | 0,1       | 0         | 0         | 0         | 0        | 0         | 0,1       | 1,6        | 5,7        | 29,2       |

| Diagramme climatique                                  |             |            |           |             |              |            |            |              |             |        |           |
| J                                                     | F           | M          | A         | M           | J            | J          | A          | S            | O           | N      | D         |
| 2,9−1,548,2                                           | 3,8−1,140,5 | 6,80,742,9 | 11,74,234 | 15,98,150,6 | 19,311,870,4 | 21,714,277 | 2214,189,9 | 18,110,873,2 | 12,96,764,9 | 7,5351 | 4,1−0,255 |
| Moyennes : • Temp. maxi et mini °C • Précipitation mm |             |            |           |             |              |            |            |              |             |        |           |